# Ramón Gasque
Ramón Gasque (Abiego, 1748 - ¿Villarroya de los Pinares?, ¿1808?) fue un naturalista español del siglo XVIII.

## Biografía
Aunque nacido en 1748 en Abiego, en el Pirineo, fue farmacéutico de Villarroya de los Pinares, en la sierra de Gúdar. Algunos estudios genealógicos señalan que la familia Gasque, que consta previamente en Abiego, empieza a aparecer en Zaragoza y la actual provincia de Teruel desde 1764.
Como muchos farmacéuticos de la época, Gasque investigó las plantas y medio natural que le rodeaban en busca de elementos medicinales. Floreció como autor en 1783 cuando empezó a publicar artículos sobre la Historia Natural de Aragón que le ganaron la admiración de Félix Latassa y Ortín. Fue corresponsal de la Real Sociedad Económica Aragonesa de Amigos del País, a la que mandó noticias sobre las minas y entorno natural de su localidad, dando cuenta de ámbar en Cantavieja y La Iglesuela, de carbón y del medicamento emético conocido como bolo armónico. Las noticias de Gasque fueron una de las fuentes para el nacimiento de la colección de la entidad. Gasque recopiló también una colección botánica personal con decenas de especies locales y otras curiosidades, que no se conserva pero fue alabada en su tiempo y de la que publicó un catálogo. Su obra magna fue un Tratado de los Metálicos, Aguas Termales, Succinos é Insectos propios de la Serranía de las Bailías de Aragón del que da noticia Latassa.
Se estima que falleció hacia 1808, cuando la guerra de la Independencia española asoló la zona. Además de haberlo en vida recogido Latassa, su figura ha atraído el interés de historiadores dedicados a la botánica y farmacología. El sacerdote y naturalista Joaquín Vicente Cubeles y Alegre también le dedicó una biografía. Fue parte del catálogo de farmacéuticos españoles recogidos por el historiador de la farmacia Antonio González Bueno para el Diccionario Biográfico Español.